# Armenia en los Juegos Paralímpicos de Salt Lake City 2002
Armenia estuvo representada en los Juegos Paralímpicos de Salt Lake City 2002 por seis deportistas, cuatro hombres y dos mujeres. El equipo paralímpico armenio no obtuvo ninguna medalla en estos Juegos.